# 野田みち子
野田 みち子（のだ みちこ、英語：Noda Michiko、1950年 - ）は、長崎県長崎市出身の画家で、キリスト教に関連する宗教画の公認模写作家。

## 経歴
1950年（昭和25年）に長崎市で生まれる。長崎県立長崎西高等学校から中央大学へ進学し、1972年、中央大学文学部卒業。1974年のフランスに渡来。1975年、16世紀〜17世紀に活躍するエル・グレコの作品にふれ、スペインマドリードのプラド美術館公認のエル・グレコ作品模写作家となる。マドリード、長崎県、東京都などで、個展や作品展を開催する。